# Villa Chigi (Castel Fusano)
Castello Chigi (detta anche Villa Chigi-Sacchetti) è una villa fortificata situata nel parco urbano Pineta di Castel Fusano, nel quartiere di Castel Fusano a Roma.

## Storia
Nel 1623 il cardinale Giulio Cesare Sacchetti commissionò all'architetto Pietro da Cortona la realizzazione di una villa e delle relative decorazioni pittoriche. La costruzione si tenne tra il novembre 1624 e il 1629.
Nel 1755 la tenuta e il relativo castello furono acquistati dalla famiglia Chigi.
Verso la fine del XIX secolo il cardinale Sigismondo Chigi fece estrarre i basoli della via Severiana per decorare il viale che dalla villa conduceva al mare. Tali basoli furono poi ripristinati nel XX secolo su iniziativa dell'archeologo Rodolfo Lanciani.
Nel 1888 i Chigi affittarono il castello a re Umberto I di Savoia, mentre nel 1932 il governatorato di Roma acquistò la tenuta dal principe Francesco Chigi, che tenne per sé la villa e 33 ettari di territorio.

## Descrizione
Si tratta di un piccolo edificio a pianta quadrata con torre ed altana, decorate da quattro piccole torrette. Agli angoli sono poste quattro torri quadrate più basse della struttura.
Gli interni sono decorati da affreschi realizzati sotto la coordinazione di Pietro da Cortona che hanno come soggetto principale il paesaggio naturale circostante. Tra i principali autori figurano da Cortona stesso oltre che Andrea Sacchi e Alessandro Salucci.